# Secretaria d'Estat per a l'Administració Pública
La Secretaria d'Estat per a l'Administració Pública va ser una secretaria d'estat dependent del Ministeri d'Administracions Públiques d'Espanya que s'encarregava de dirigir, impulsar i gestionar les atribucions del ministeri relatives a l'organització i racionalització de l'Administració General de l'Estat i les entitats de dret públic vinculades a aquesta.

## Funcions
Les funcions d'aquest òrgan són:
- Relacions de llocs de treball i oferta de treball públic.
- Règim jurídic i sistema retributiu de la funció pública.
- Seguretat Social dels funcionaris civils.
- Racionalitzar els procediments administratius i la política informàtica de l'administració.
- Assistir a la ciutadania.
- Inspeccionar els serveis.
- Dirigir els centres i organismes que depenen d'aquest òrgan.

## Organització
S'organitza en centres directius més un gabinet amb rang de subdirecció general.

### Direcció General de la Funció Pública
La Direcció General de la Funció Pública s'encarrega d'informar i proposar sobre les mesures de l'ordenament jurídic sobre la funció pública i desenvolupa les activitats de la Secretaria de la Comissió Superior de Personal.
Depenen d'aquesta direcció les següents unitats: Subdirecció General d'Ordenació de la Funció Pública, Subdirecció General de Planificació i Selecció de Recursos Humans, Subdirecció General de Relacions Laborals, Subdirecció General de Promoció Professional, Subdirecció General de Gestió de Funcionaris i la Subdirecció General de Funció Pública Local.

### Direcció General d'Organització Administrativa
S'encarrega de planificar i elaborar els projectes de disposicions generals relatives a l'organització proposats pel Ministeri, avaluar les estructures organitzatives de l'administració perifèrica i crear projectes de nromes, fer estudis en les comissions d'anàlisis dels programes alternatius de despesa de personal, estudis per a millorar la productivitat de l'administració i la prestació de serveis.
Depnen d'aquesta direcció les següents unitats: Subdirecció General d'Organització; Subdirecció General de Planificació i Avaluació d'Administració Perifèrica; Subdirecció General de Llocs de Treball i Retribucions; Subdirecció General de Processos de Dades de l'Administració Pública i la Subdirecció General de Coordinació Informàtica.

### Inspecció General de Serveis de l'Administració Pública
S'encarrega d'inspeccionar l'AGE i els entitats de dret públic vinculades o que en depenen, proposa programes de qualitat de servei, estableix criteris generals per a establir programes ministerials d'inspecció de serveis, dona informació administrativa i assistència a la ciutadania, coordina les oficines centralitzades d'informació sobre l'administració pública, gestiona el règim d'incompatibilitats del personal de l'administració pública, dels membres del govern d'Espanya i els alts càrrecs de l'AGE.
Depenen d'aquesta direcció les següents unitats: Subdirecció General de Procediments i Racionalització de la Gestió, Subdirecció General de Gestió del Règim d'Incompatibilitats, Centre d'Informació Administrativa i vuit inspectors generals de serveis amb rang de subdirectors generals.